# Javier López
Javier Alfonso López (11 de julho de 1977) é um jogador profissional de beisebol estadunidense do San Francisco Giants.

## Carreira
Javier López foi campeão da World Series 2010 jogando pelo San Francisco Giants.